# 2esae
2esae, właściwie Michael Baca – amerykański artysta graffiti, członek grupy All City Crew. Głównym jego miejscem działalności jest Brooklyn, okręg Nowego Jorku.
W 2007 współpracował z grupą artystyczną Graffiti Research Lab i reżyserem Danem Melamid przy zdjęciach do teledysku promującego utwór The Hardest amerykańskiego rapera AZ.

## Wystawy
- "Writer's Strike" – Nowy Jork, 2008
- "Freedom Ain't Free" – Nowy Jork, 2007